# HUMANIA
『HUMANIA』（ヒューマニア）は、日本のロックバンド、NICO Touches the Wallsのアルバム。2011年12月7日、キューンレコードより発売。

## 解説
前作から僅か8ヶ月ぶりの4thアルバム。光村曰く「最初から今年は二枚アルバムを出すつもりでスタジオに入ってました」。今作では、光村以外のメンバーが初めて作詞に携わっている。初回生産限定盤と通常盤の2形態で発売。初回盤はDVD付（収録内容は後述）。2011年12月19日付のオリコンアルバムチャートでは初登場10位を記録し、バンドのアルバムでは初のトップ10入りとなった。

## 収録曲

### CD
特に記載の無いものについては、作詞/作曲：光村龍哉
1. Heim (1:36)
編曲：NICO Touches the Walls
2. 衝突 (4:07)
編曲：NICO Touches the Walls, 岡野ハジメ
3. バイシクル (4:40)
編曲：NICO Touches the Walls, 岡野ハジメ
テレビ朝日系列・金曜ナイトドラマ「11人もいる!」主題歌。
今作のリードトラックであり、MVが製作されている。
4. カルーセル (4:26)
作詞：坂倉心悟・光村龍哉
編曲：NICO Touches the Walls, 岡野ハジメ
5. 極東ID (4:08)
編曲：NICO Touches the Walls, 岡野ハジメ
6. 恋をしよう (5:22)
編曲：NICO Touches the Walls，曽我淳一
7. Endless roll (5:01)
作詞/作曲：坂倉心悟
編曲：NICO Touches the Walls, 曽我淳一
フェイス・トゥ・フェイス / リベロ配給映画『スイッチを押すとき』主題歌。
光村以外のメンバーが単独で作詞・作曲を手がけたのはこの曲が初めてとなる。
この曲もMVが製作されている。
8. 業々 (3:19)
編曲：NICO Touches the Walls
9. demon (is there?) (5:35)
作詞：坂倉心悟・光村龍哉
編曲：NICO Touches the Walls, 曽我淳一
10. 手をたたけ (4:18)
編曲：NICO Touches the Walls, 岡野ハジメ
9thシングル。今作中で唯一のシングル曲である。

bonus track
1. 手をたたけ (NICO edition) (4:28)
編曲：NICO Touches the Walls, 曽我淳一
9thシングルの別バージョン。
シングルで加わっていたストリングスやホーンアレンジが無くなり、ライブ時の演奏に近いアレンジとなっている。

### 初回特典DVD
- NICO Touches the Walls　Acoustic Sessions～アコタッチと呼んでみて☆～

## 演奏
- 光村龍哉：Vocal, Guitar
- 古村大介：Guitar
- 坂倉心悟：Bass
- 対馬祥太郎
  - Drums
  - Tambourine (#10)
- 岡野ハジメ
  - Keyboards (#2.3)
  - Q-Cord (#3)
  - Okanotron & Stylophone (#4)
  - Supervisor (#8)
- 落合徹也 (弦一徹、管一徹)
  - Brass Arrangement (#5.10)
  - 1st Violin, Strings Arrangement (#10)
- 木幡光邦：Trumpet (#5)
- 清岡太郎
  - Tenor Trombone, Bass Trombone (#5)
  - Trombone (#10)
- 鈴木明男：Alto Saxophone, Tenor Saxophone (#5)
- 曽我淳一：Keyboards (#7.9)
- 櫛野啓介：Guest Guitar (#9)
- 西村浩二：Trumpet (#10)
- 中村哲：Alto Saxophone (#10)
- つづらのあつし：Baritone Saxophone (#10)
- カメルーン真希：1st Violin (#10)
- 門脇大輔、藤田弥生：2nd Violin (#10)
- 森琢哉、三木章子：Viola (#10)
- 森田香織、岩永知樹：Violoncello (#10)
- 小池敦：Keyboards (#11)